# 小松正一
小松 正一（こまつ しょういち、1964年2月23日 - ）は、東京都出身の元・俳優。血液型はO型。妻はRogueのボーカル奥野敦士さんの結婚式で出会った16歳年下の一般人。現在は妻の生まれ育った群馬県高崎市で夫婦2人でラーメン屋"こましょう"を営業中。

## 人物
趣味はスキー、長距離走、ボーカル、草野球。
夢の遊眠社、シス・カンパニーに所属していた。俳優の寺島進とは同期。
東京都世田谷区祖師谷で、ラーメン店「中華そば こましょう」を約20年営業していたが、2020年11月11日、群馬県高崎市に移転した。

## 出演

### 映画
- おかえり（1996年） - 佐久間

### テレビドラマ
- あの頃のあなたへ
- いのちの器
- イヴ
- イマジン
- ADブギ
- 美味しんぼ パート4
- お局探偵亜木子&みどりの旅情事件帳
- 大人は判ってくれない
- おばさんデカ 桜乙女の事件帖
  - おばさんデカ 桜乙女の事件帖4 資産家母娘が連続死!!（1996年10月4日） - 巡査
  - おばさんデカ 桜乙女の事件帖9 ホスト殺人の真相は愛人の怨み?「オカメ刑事」と敏腕刑事の珍推理対決が不倫殺人を暴く（2000年3月31日） - 中村正治 役
  - おばさんデカ 桜乙女の事件帖10 夫が犯人!?巧妙に仕組んだ罠に挑むオカメ刑事…謎の女性白骨死体が叫ぶ怨念が犯人を暴く（2002年3月22日） - 中村正治 役
- オンリー・ユー〜愛されて〜
- 家政婦は見た!
- 彼女たちの結婚
- 彼女たちの時代
- カバチタレ!
- がんばれジャイアンツ4
- 危険な関係
- 傷だらけの女
- QUIZ
- 車椅子の弁護士・水島威5 狙われた美人マラソンランナー おんな検事の極秘調査は盗聴されていた!（1998年10月3日） - タクシードライバー・井口（元・マラソン選手・早川由美子【田中ヒロコ】の中学時代の同級生）
- 警視庁鑑識班11 白骨死体を我が子と絶対に認めない父と母の六年前の心の闇（花井）
- 月下の棋士
- 国産ひな娘
- この世の果て
- ゴミ事件弁護士 梅木桃子の六法全書
- こんな恋のはなし
- 早乙女千春の添乗報告書9 箱根・湯けむりツアー殺人事件
- ざけんなヨ!!9(1995年10月27日)
- ざけんなヨ!!10(2011年5月18日)
- 3年B組金八先生
  - 3年B組金八先生 第4シリーズ
  - 3年B組金八先生 第5シリーズ
- 3番テーブルの客
- GTO
- 週末婚
- 女医 NOTHING LASTS FOREVER
- ショカツ
- ショムニ 第1シリーズ
- スキッと一心太助
- 星座伝説殺人事件 すばる星団が月に隠れる夜
- ソムリエ
- 探偵事務所5 哀しき逃亡者（木村刑事）
- チープ・ラブ
- ディア・フレンド
- 同窓会
- となりの女
- ナースのお仕事スペシャル
- 24時間だけの嘘
- 人情教授 夏目龍之介 伊豆の踊子殺人事件
- 眠れる森
- ハートにS
- ハイこちら駐在です! 花田英次郎事件日誌
- 花村大介
- はみだし刑事情熱系
  - 第2シリーズ
  - 第3シリーズ - 神田義幸 役
- 非結婚時代の情報ドラマ 結婚できない!!
- ひなたぼっこ（板橋）
- ピンクエンジェルのさくらちゃん
- フェルメールの囁き
- 古畑任三郎 3rd season - 石丸プロデューサー
- 炎の消防隊
- 麻意ちゃん、やさしさをありがとう
- 曲がり角の女たち
- 松本清張特別企画・顔
- 森村誠一サスペンスシリーズ・迷路
- 屋台弁護士 熟年離婚でリストラの三流弁護士と元鬼刑事父子がラーメン屋台で事件を暴く! ラーメンスープは知っていた! 完全犯罪トリックの謎! ※ラーメン監修
- 世にも奇妙な物語
- ロケット・ボーイ

### 特撮
- うたう!大龍宮城 第33話「ハマグリ」（1992年） - ハマグリ
- 電光超人グリッドマン（1993年） - 小金村巡査
- ウルトラマンティガ 第24話「行け! 怪獣探検隊」（1997年） - 巡査

### バラエティ
- アッコにおまかせ!（2013年）※寺島進が財布を紛失した際のインタビュー出演

### 舞台
- 赤穂浪士
- 白夜の女騎士（1985年） - ヘルメスの使者
- 贋作・桜の森の満開の下（1989年） - マナコの手下、クニの人（2役）
- 清水港異聞 森の石松 1861 -改訂版-（1994年） - 川越の松吉
- 深川しぐれ
- 暴君・ハムレット
- 暴君・四谷怪談

### CM
- KDD
- セコム
- 第一生命保険・パスポート21
- 東洋水産・つゆまる

### ラジオ
- FMシアター
- 青春アドベンチャー